# 6064 Holašovice
6064 Holašovice là một tiểu hành tinh vành đai chính với chu kỳ quỹ đạo là 1198.2890031 ngày (3.28 năm).
Nó được phát hiện ngày 23 tháng 4 năm 1987 bởi Antonín Mrkos ở Kleť.